# Trupert Ortlieb
Trupert Ortlieb (* 1839 im Großherzogtum Baden; † 1911) war ein deutscher Brauer. Seine Victor Brewery in Philadelphia wurde unter der Leitung seines Sohnes Henry F. als Henry F. Ortlieb Brewing Company bekannt.

## Biographie
Trupert Ortlieb emigrierte im Alter von 20 Jahren in die USA. Ursprünglich verfolgte er den Plan, einen Bauernhof aufzubauen, jedoch fand er eine Anstellung in einer Brauerei in New York City. 1861 schrieb er sich in das 41st Regiment of Infantry of New York ein und nahm als Soldat am Sezessionskrieg teil. Im Juni 1864 wurde er verwundet und aus dem Dienst entlassen. Vier Monate später nahm er jedoch wieder den militärischen Dienst bei einer Truppe in New Jersey auf. Im Juli 1865 wurde er aus dem Dienst erneut entlassen.
Daraufhin zog er nach Philadelphia und eröffnete den Saloon Ortlieb’s Jazzhaus. Als sein Bierlieferant 1866 den Preis anhob, gründete er die Weiss Beer Brewery an der 1312 Germantown Avenaue. 13 Jahre später erstand er die Brauerei von August Koehl an der 845 North 3rd Street und benannte sie in Victor Brewery um. In den darauffolgenden Jahren stiegen Ortliebs Söhne in seine Brauerei ein. Henry F. wurde im Jahr 1894 ihr Präsident – sie wurde nach seinem Namen benannt. Unter Henrys Leitung wuchs die Brauerei stetig.
Als Ortlieb in den Ruhestand ging, zog er sich auf die Familienfarm in Lansdale zurück. Er verstarb 1911. Unter der Leitung seines Sohns Henry F. überstand die Ortlieb-Brauerei die Prohibition und konnte in der Nachkriegszeit stark expandieren. Im Jahr 1981 wurde sie an die C. Schmidt & Sons verkauft.

## Familie
Trupert Ortlieb war mit einer Frau namens Margaretha verheiratet. Gemeinsam hatten sie sechs Söhne und eine Tochter:
- Henry F. (* 1869, † 1936)
- Albert
- Joseph T.
- Frederick
- George
- William
- Elizabeth